# كلارا سانتشيث
كلارا سانشيز (بالاسبانية: Clara Sánchez) كاتبة وروائية اسبانية ولدت عام 1955 حازت على عدد من الجوائز ولها العديد من الأعمال المميزة. ولدت في غوادالاخارا (إسبانيا) ودرست في جامعة جامعة كمبلوتنسي بمدريد اللغة الاسبانية وتعمل من وقتها بعد التخرج في National University of Distance Education.

## الجوائز
نالت العديد منالجوائز منها
- جائزة الفاجوارا 2000
- جائزة نادال 2010
- جائزة بلانيتا، 20132010

## الروايات
- Piedras Preciosas (1989)
- No es distinta la noche (1990)
- El palacio varado (1993)
- Desde el mirador (1996)
- El misterio de todos los días (1999)
- Últimas noticias del paraíso (Premio Alfaguara 2000), Ed. Alfaguara, Madrid.
- Un millón de luces (2003) Ed. Alfaguara, Madrid.
- Presentimientos (2008)
- Lo que esconde tu nombre (جائزة نادال 2010)
- Entra en mi vida (2012)
- El cielo ha vuelto (جائزة بلانيتا، 2013)

## روابط خارجية
- كلارا سانتشيث على موقع IMDb (الإنجليزية)